# Gentofte-Vangede Idrætsforening
Gentofte-Vangede Idrætsforening (GVI) er en dansk fodboldklub i den københavnske forstad Vangede. Klubben blev stiftet 21. august 1921, spiller deres hjemmebanekampe i Nymosen og er medlem af Københavns Boldspil-Union under Dansk Boldspil-Union og Danmarks Idræts-Forbund. Klubben blev i maj 2020 tildelt én stjerne i DBU's licenssystem for talentudviklingsklubber, og er således en af landets 47 klubber i licenssystemet.
Klubben spillede i sæsonerne 2013/14 og 2014-15 i 2. division øst, men rykkede herefter ned i Danmarksserien. Klubben spillede i 3. division 1936-37.[kilde mangler]
Klubben indledte i 2019 et samarbejde med superligaklubben F.C. København.
Den danske landsholdsspiller Anders "AC" Christiansen spillede som ungdomsspiller i GVI, inden han skiftede til Lyngby BK.

## Kendte seniorspillere for GVI
- Lasse Qvist
- Morten Juul Hansen
- Kim Aabech

## Ekstern henvisning
- Gentofte-Vangede IFs hjemmeside